# René Vermandel
René Vermandel (Zelzate, 23 maart 1893 – Anderlecht, 20 april 1958) was een Belgisch wielrenner. Hij was beroepsrenner van 1920 tot 1931. Zijn bijnamen luidden De Belgische Lapize en De Krol.

## Belangrijkste overwinningen
1913
- Brussel-Esneux

1919
- Brussel-Hoboken

1920
- 3e etappe Ronde van België
- 4e etappe Ronde van België

1921
- Nationaal Kampioenschap Veldrijden
- 1e etappe Parijs-Dijon
- 3e etappe Ronde van België
- eindklassement Ronde van België
- Ronde van Vlaanderen
- Schaal Sels
- Scheldeprijs Vlaanderen

1922
- Nationaal Kampioenschap op de weg, Elite
- 1e etappe Parijs-Saint-Étienne
- 1e etappe Ronde van België
- 2e etappe Ronde van België
- 3e etappe Ronde van België
- eindklassement Ronde van België
- Criterium der Azen

1923
- Circuit de Wallonie
- Luik-Bastenaken-Luik
- 4e etappe Ronde van België
- Schaal Sels
- Omloop van Parijs

1924
- Luik-Bastenaken-Luik
- Nationaal Kampioenschap op de weg, Elite
- 1e etappe Ronde van België
- 5e etappe Ronde van België
- Scheldeprijs Vlaanderen

1926
- GP von Deutschland

1927
- Zesdaagse van Brussel

1928
- 3e etappe Ronde van België

## Resultaten in voornaamste wedstrijden
| Jaar | Milaan-San Remo | Ronde van Vlaanderen | Parijs-Roubaix | Luik-Bast.‑Luik | Parijs-Brussel |  | WK op de weg |
| ---- | --------------- | -------------------- | -------------- | --------------- | -------------- |  | ------------ |
| 1920 |                 |                      |                |                 | Brons          |  |              |
| 1921 |                 | ↑                    | 4e             |                 |                |  |              |
| 1922 |                 |                      |                |                 | Brons          |  |              |
| 1923 |                 | 21e                  | ↑              | Goud            |                |  |              |
| 1924 |                 | ↑                    | 39e            | Goud            |                |  |              |
| 1925 |                 | 24e                  | 7e             |                 |                |  |              |
| 1926 | 16e             |                      |                |                 |                |  |              |
| 1927 |                 |                      |                |                 |                |  | opgave       |

- Bibliothèque nationale de France: cb16709617r (data)
- International Standard Name Identifier: 0000 0004 5099 5050
- Virtual International Authority File: 316738083